# Доротея Бінц
Доротея «Тея» Бінц (нім. Dorothea «Thea» Binz; 16 березня 1920, Темплін — 2 травня 1947, Гамельн) — наглядачка концентраційного табору Равенсбрюк, нацистська злочинниця.

## Біографія

### Життя до війни
Бінц народилася в небагатій родині середнього класу. До п'ятнадцяти років вона навчалася в народній школі, після чого влаштувалася працювати посудомийкою.

### Робота в таборі
У 1939 році Бінц вступила в допоміжну службу СС і 1 вересня того ж року була направлена в жіночий концтабір Равенсбрюк. Спочатку Доротея працювала в багатьох частинах табору, включаючи кухню і пральню, потім на посаді наглядача. Вона працювала під керівництвом Емми Ціммер, Марії Мандль та інших начальниць. У вересні 1940 року вона стала заступником директора кримінального суду табору, а влітку 1942 року стала директором блоку камер. У липні 1943 року Бінц неофіційно була підвищена на посаді до заступника головнокомандувача, офіційно про підвищення було оголошено в лютому 1944 року. У період між 1943 і 1945 роками вона керувала навчанням більш ніж 100 жінок-гвардійців, навчаючи найжорстокіших жінок-охоронниць. Бінц відрізнялася неймовірною жорстокістю. За словами в'язнів, вона постійно жорстоко била, штовхала і топтала і била батогом жінок-в'язнів, а також вибірково вбивала з пістолета. В руках у неї був батіг, а поруч — німецька вівчарка. Проходячи по табору, Доротея в будь-який момент могла вбити будь-яку жінку, або ж відправити на смерть. До 1944 року Бінц жила за стінами Равенсбрюка з офіцером СС Едмундом Браунінгом, поки його не перевели в концтабір Бухенвальд. За словами очевидців, під час романтичних прогулянок по табору з Браунінгом, вони дивилися на побиття жінок батогом і сміялися.

#### Арешт, суд і страта
Під час «Маршу смерті» Бінц втекла з табору. 3 травня 1945 року вона була заарештована англійцями в Гамбурзі і поміщена в табір міста Реклінґгаузен. Незабаром вона постала як обвинувачена на Першому Равенсбрюкському процесі. Бінц визнала себе винною лише в побитті ув'язнених. Незважаючи на це, суд визнав її винною у військових злочинах і засудив до смертної кари. Незабаром після цього вона подала прохання про помилування, яке було відхилено. 2 травня 1947 року Доротею Бінц скарали на горло в тюрмі Гамельна. Вирок виконав відомий кат Альберт Пірпойнт.

## Нагороди
- Хрест Воєнних заслуг 2-го класу